# Cassia aldabrensis
Cassia aldabrensis Hemsl. – gatunek rośliny z podrodziny brezylkowych (Caesalpinioideae Kunth) w obrębie bobowatych (Fabaceae Lindl.). Występuje endemicznie na Seszelach. 

## Rozmieszczenie geograficzne
Rośnie naturalnie na wyspach Aldabra i Assumption.

## Biologia i ekologia
Występuje na podłożu wapiennym.

## Ochrona
W Czerwonej księdze gatunków zagrożonych został zaliczony do kategorii VU – gatunków narażonych na wyginięcie. Największymi zagrożeniami są wydobycie fosforanów oraz guana na wyspie Assumption. 
Gatunki rosnące na wyspie Aldabra są chronione w ścisłym rezerwacie przyrody, który obejmuje cały atol – w 1982 roku został wpisany na lista światowego dziedzictwa UNESCO.